# Грабовенський Іван
Іван Грабовенський (1875, с. Монастирське, (тепер частина міста Косів) — 15 грудня 1937, м. Вінниця ?) — український громадський діяч та військовик, отаман (майор) Української Галицької Армії, повітовий військовий комендант Дрогобича.

## Життєпис

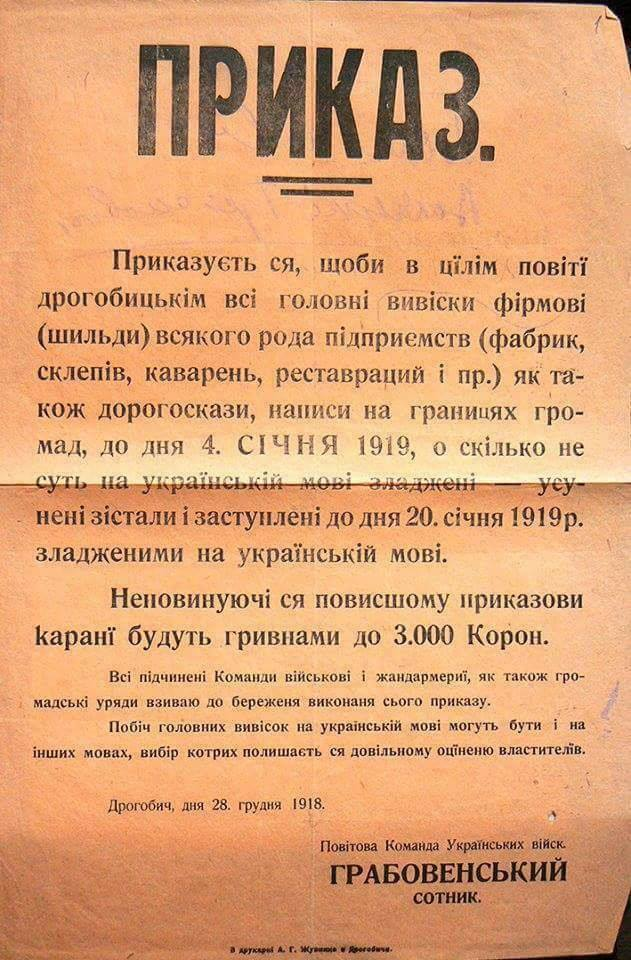
Приказ Грабовенського про переведення усіх вивісок і вказівників Дрогобицького повіту на українську мову

Народився 1875 року в селі Монастирське (тепер частина міста Косів). 
Згодом переїхав до міста Долини, де його батько Адам Грабовенський займав посаду начальника суду. 
Займався активною громадсько-політичною діяльністю у Долинському повіті, був членом Української національно-демократичної партії та заступником посла до парламенту.
У 1903 році з ним познайомився Степан Шухевич, який працював разом із його батьком у суді і так написав про нього у своїх спогадах : 
| Іван Грабовенський був дуже енергійний, рухливий, роботящий і запальний діяч. Завдяки його непосидющій вдачі, Долинський повіт і Долина стали тим, чим були, то є правдиво українською територією. Коли кацапські попи сиділи тихенько, наче миші по дірах, то було це тому, що боялися «Яся» Грабовенського. Він був неперебірливий, тож міг і вибити. Завдяки Грабовенському були в Долині читальні «Просвіти», мабуть, чи не по всіх передмістях. Навіть поляки його шанували і боялися. Щонеділі і свята пополудні товк собою по селах, наче Марко по пеклі.[1] |
У грудні 1918 року призначений повітовим військовим комендант Дрогобича. Взяв активну участь в утвердженні української влади та придушенні Дрогобицького соціалістичного бунту.
Після зайняття Дрогобицького повіту поляками продовжив службу в УГА. Під час Чортківської офензиви призначений командиром новоствореної 17-ї бригади, яка так і не була повноцінно створена, у зв'язку з відходом армії за Збруч. 
7 лютого 1920 року був тимчасово призначений командиром бригади УСС, на час нездатності виконувати обов'язки Романа Дудинського.
Після переходу армії до більшовиків та створення ЧУГА був заарештований, але зумів втекти з під арешту за допомогою четаря-медика Омеляна Лазурка : 
| Бачив я тоді отамана УГА Грабовенського, обдертого, босого з мішком, котрого ми скрили серед кількох наших хворих.[5] |
Залишився в Радянській Україні. Працював учителем у селі Кричанівка Могилів-Подільського району Вінницької області. Заарештований 3 вересня 1937 року, а вже 15 грудня цього ж року розстріляний.